# Сосудистый доступ
Сосудистый доступ позволяет врачу осуществлять введение лекарственных средств непосредственно в кровоток без повторного пунктирования кровеносных сосудов. Выделяют несколько методов сосудистого доступа: катетеризация периферической вены, катетеризация центральной вены, катетеризация артерии, внутрикостная инфузия.В большинстве случаев для пациентов нуждающихся во внутривенном введении растворов используется введённый через кожу периферический венный катетер.

## Сосудистый доступ при шоке[2]
При шоке рекомендуется начинать с периферического интравенозного доступа. При трехкратной неудаче или невозможности такого доступа в течение 90 секунд, может быть применена внутрикостная инфузия или можно при интравенозном доступе применить катетер центральных вен или технику вскрытия вен. Внутрикостная инфузия обеспечивает более ускоренный сосудистый доступ в сравнении с катетером центральных вен. При внутрикостной инфузии часто используется прокимальный эпифиз большеберцовой кости. У взрослых – 1-2 см к внутренней поверхности ноги и 1 см в проксимальном направлении от бугристости большеберцовой кости (верхняя суставная поверхность большеберцовой кости), у детей – 1-2 см к внутренней поверхности ноги и 1-2 см в дистальном направлении от бугристости большеберцовой кости. Растворы и препараты попавшие в 
костно-мозговую полость вливаются в венозное кровообращение. Внутрикостная инфузия ограничена скоростью истечения (примерно 30 мл/мин), которая может быть увеличена с помощью давления на внутривенный мешок, или посредством увеличения давления при введении раствора посредством шприца.
Разнообразные способы центрального венозного доступа (бедренный, подключичный, внутренний яремный), веносекция верхних и нижних сафенных вен практикуются с более позднего детского возраста. Также практикуется внедрение по методу Сельдингера катетер большого диаметра с проволочным направителем катетера.
У детей возраста от 1 до 2 недель может использоваться катетеризация пупочной вены. Пациенты находящиеся в состоянии шока часто требуют несколько линий сосудистого доступа.